# Miklós Radnai
Miklós Radnai (født 1. januar 1892 i Budapest, Ungarn - død 4. november 1935) var en ungarsk komponist, direktør, lærer, musikkritiker og forfatter.
Radnai studerede komposition på Musikkonservatoriet i Budapest. Han har skrevet en symfoni, orkesterværker, koncertmusik, kammermusik, en ballet, to operaer, korværker, sange, klaverstykker etc.
Radnai var også lærer i komposition på Musikkonservatoriet i Budapest. Han var også direktør for det Ungarske Operahus i Budapest fra 1925. Radnai hørte til den postromantiske skole i Ungarn, men skrev også i impressionistisk stil i sine orkesterkompositioner. Han var også musikkritiker på to ungarske tidsskrifter, og var forfatter af musikteoretiske værker.

## Udvalgte værker
- Magyarernes Symfoni (1923) - for solostemmer, kor og orkester
- Symfonisk suite (1912) - for orkester
- Infantaens fødselsdag (1918) (for Oscar Wilde) - ballet
- Guld (1911) - opera
- Helten Orkan (aka Knight Gale, Heroiske Kapitler) (1917) - for tenor og orkester
- Violinkoncert (1933) - for violin og orkester